# Żarnica
Żarnica – rzeka, lewy dopływ Zielawy o długości 40,1 km i powierzchni zlewni 151,2 km². 
Rzeka płynie głównie w kierunku północno-wschodnim. Mija miejscowości: Kolembrody, Kozły, Dokudów Pierwszy, a po minięciu wsi Ortel Książęcy Drugi uchodzi do Zielawy.